# Gephyromantis
Gephyromantis – rodzaj płazów bezogonowych z podrodziny Mantellinae w rodzinie mantellowatych (Mantellidae).

## Zasięg występowania
Rodzaj obejmuje gatunki występujące na Madagaskarze.

## Systematyka

### Etymologia
- Microphryne: gr. μικρος mikros „mały”[11]; φρυνη phrunē, φρυνης phrunēs „ropucha”[12]. Gatunek typowy: Microphryne malagasia Methuen & Hewitt, 1913 (nazwa zajęta przez Microphryne Peters, 1874 (Leptodactylidae)).
- Gephyromantis: gr. γεφυρα gephura „most”[13]; μαντις mantis, μαντεως manteōs „wieszcz, prorok” (tj. żaba drzewna)[14].
- Trachymantis: gr. τραχυς trakhus „chropowaty, szorstki, najeżony”[15]; μαντις mantis, μαντεως manteōs „wieszcz, prorok” (tj. żaba drzewna)[14]. Nazwa zastępcza dla Microphryne Methuen & Hewitt, 1913 (nazwa zajęta przez Trachymantis Giglio-Tos, 1917 (Orthoptera)).
- Laurentomantis: Raymond Ferdinand Laurent (1917–2005), belgijski herpetolog; gr. μαντις mantis, μαντεως manteōs „wieszcz, prorok” (tj. żaba drzewna)[16]. Nazwa zastępcza dla Trachymantis Methuen, 1920.
- Phylacomantis: gr. φυλαξ phulax, φυλακος phulakos „stróż, strażnik”; μαντις mantis, μαντεως manteōs „wieszcz, prorok” (tj. żaba drzewna)[6]. Gatunek typowy: Mantidactylus corvus Glaw & Vences, 1994.
- Duboimantis: Alain Dubois (ur. 1948), francuski herpetolog; μαντις mantis, μαντεως manteōs „wieszcz, prorok” (tj. żaba drzewna)[7]. Gatunek typowy: Limnodytes granulatus Boettger, 1881.
- Vatomantis: malg. vato „kamień”; μαντις mantis, μαντεως manteōs „wieszcz, prorok” (tj. żaba drzewna)[8]. Gatunek typowy: Rhacophorus webbi Grandison, 1953.
- Asperomantis: łac. asper „szorstki, nierówny”; gr. μαντις mantis, μαντεως manteōs „wieszcz, prorok” (tj. żaba drzewna)[9]. Gatunek typowy: Rana aspera Boulenger, 1882.

### Podział systematyczny
Do rodzaju należą następujące gatunki:

- Gephyromantis ambohitra (Vences & Glaw, 2001)
- Gephyromantis angano Scherz, Vences, Borelli, Ball, Nomenjanahary, Parker, Rakotondratsima, Razafimandimby, Starnes, Rabearivony & Glaw, 2017
- Gephyromantis asper (Boulenger, 1882)
- Gephyromantis atsingy Crottini, Glaw, Casiraghi, Jenkins, Mercurio, Randrianantoandro, Randrianirina & Andreone, 2011
- Gephyromantis blanci Guibé, 1974
- Gephyromantis boulengeri Methuen, 1920
- Gephyromantis ceratophrys (Ahl, 1929)
- Gephyromantis cornucopia Miralles, Köhler, Glaw, Wollenberg Valero, Crottini, Rosa, Du Preez, Gehring, Vieites, Ratsoavina & Vences, 2023
- Gephyromantis cornutus (Glaw & Vences, 1992)
- Gephyromantis corvus (Glaw & Vences, 1994)
- Gephyromantis decaryi Angel, 1930
- Gephyromantis eiselti Guibé, 1975
- Gephyromantis enki (Glaw & Vences, 2002)
- Gephyromantis feomborona Miralles, Köhler, Glaw, Wollenberg Valero, Crottini, Rosa, Du Preez, Gehring, Vieites, Ratsoavina & Vences, 2023
- Gephyromantis fiharimpe Vences, Köhler, Crottini, Hofreiter, Hutter, Du Preez, Preick, Rakotoarison, Rancilhac, Raselimanana, Rosa, Scherz & Glaw, 2022
- Gephyromantis granulatus (Boettger, 1881)
- Gephyromantis grosjeani Scherz, Rakotoarison, Ratsoavina, Hawlitschek, Vences & Glaw, 2018
- Gephyromantis hintelmannae Wollenberg, Glaw & Vences, 2012
- Gephyromantis horridus (Boettger, 1880)
- Gephyromantis kintana Cocca, Andreone, Belluardo, Rosa, Randrianirina, Glaw & Crottini, 2020
- Gephyromantis klemmeri Guibé, 1974
- Gephyromantis kremenae Miralles, Köhler, Glaw, Wollenberg Valero, Crottini, Rosa, Du Preez, Gehring, Vieites, Ratsoavina & Vences, 2023
- Gephyromantis leucocephalus Angel, 1930
- Gephyromantis leucomaculatus (Guibé, 1975)
- Gephyromantis lomorina Scherz, Hawlitschek, Razafindraibe, Megson, Ratsoavina, Rakotoarison, Bletz, Glaw & Vences, 2018
- Gephyromantis luteus (Methuen & Hewitt, 1913)
- Gephyromantis mafifeo Miralles, Köhler, Glaw, Wollenberg Valero, Crottini, Rosa, Du Preez, Gehring, Vieites, Ratsoavina & Vences, 2023
- Gephyromantis mafy Vieites, Wollenberg & Vences, 2012
- Gephyromantis malagasius (Methuen & Hewitt, 1913)
- Gephyromantis marokoroko Hutter, Andriampenomanana, Andrianasolo, Cobb, Razafindraibe, Abraham & Lambert, 2021
- Gephyromantis matsilo Vences, Köhler, Crottini, Hofreiter, Hutter, Du Preez, Preick, Rakotoarison, Rancilhac, Raselimanana, Rosa, Scherz & Glaw, 2022
- Gephyromantis mitsinjo Miralles, Köhler, Glaw, Wollenberg Valero, Crottini, Rosa, Du Preez, Gehring, Vieites, Ratsoavina & Vences, 2023
- Gephyromantis moseri (Glaw & Vences, 2002)
- Gephyromantis oelkrugi Vences, Köhler, Crottini, Hofreiter, Hutter, Du Preez, Preick, Rakotoarison, Rancilhac, Raselimanana, Rosa, Scherz & Glaw, 2022
- Gephyromantis pedronoi Vences, Köhler, Andreone, Craul, Crottini, Du Preez, Preick, Rancilhac, Rödel, Scherz, Streicher, Hofreiter & Glaw, 2021
- Gephyromantis plicifer (Boulenger, 1882)
- Gephyromantis portonae Vences, Köhler, Crottini, Hofreiter, Hutter, Du Preez, Preick, Rakotoarison, Rancilhac, Raselimanana, Rosa, Scherz & Glaw, 2022
- Gephyromantis pseudoasper (Guibé, 1974)
- Gephyromantis ranjomavo Glaw & Vences, 2011
- Gephyromantis redimitus (Boulenger, 1889)
- Gephyromantis rivicola (Vences, Glaw & Andreone, 1997)
- Gephyromantis runewsweeki Vences & De la Riva, 2007
- Gephyromantis salegy (Andreone, Aprea, Vences & Odierna, 2003)
- Gephyromantis saturnini Scherz, Rakotoarison, Ratsoavina, Hawlitschek, Vences & Glaw, 2018
- Gephyromantis schilfi (Glaw & Vences, 2000)
- Gephyromantis sergei Miralles, Köhler, Glaw, Wollenberg Valero, Crottini, Rosa, Du Preez, Gehring, Vieites, Ratsoavina & Vences, 2023
- Gephyromantis silvanus (Vences, Glaw & Andreone, 1997)
- Gephyromantis spiniferus (Blommers-Schlösser & Blanc, 1991)
- Gephyromantis striatus (Vences, Glaw, Andreone, Jesu & Schimmenti, 2002)
- Gephyromantis tahotra Glaw, Köhler & Vences, 2011
- Gephyromantis tandroka (Glaw & Vences, 2001)
- Gephyromantis thelenae (Glaw & Vences, 1994)
- Gephyromantis tohatra Scherz, Razafindraibe, Rakotoarison, Dixit, Bletz, Glaw & Vences, 2017
- Gephyromantis tschenki (Glaw & Vences, 2001)
- Gephyromantis verrucosus Angel, 1930
- Gephyromantis webbi (Grandison, 1953)
- Gephyromantis zavona (Vences, Andreone, Glaw & Randrianirina, 2003)